# Verónica Falcón
Verónica Falcón (nacida el 8 de agosto de 1966) es una actriz y coreógrafa mexicana.

## Biografía
Falcón nació el 8 de agosto de 1966 en la Ciudad de México (México). Ignorando el estigma perpetuado por su familia, Falcón ingresó a la industria del entretenimiento y encontró el éxito durante tres décadas trabajando como actriz y coreógrafa en la Compañía Nacional de Ópera de México, en la televisión mexicana y en el cine mexicano. En 2014 fue nominada por PECIME—la Asociación de Periodistas Cinematográficos de México— al premio Diosas de Plata a la mejor actriz de reparto por su papel de La Diabla en la película Besos de Azúcar de 2013. 
En 2016, a la edad de 50 años, tomó la decisión de arriesgarse a renunciar a una carrera establecida en México para avanzar en su carrera en los Estados Unidos, creyendo firmemente que se deberían aprovechar tales oportunidades. Se supone que es la primera actriz nacida en México en obtener un segundo papel principal en un drama televisivo estadounidense, gracias a su papel de Camila Vargas en 39 episodios de Queen of the South. En 2019, Falcón recibió el Premio Impacto a la Actuación Sobresaliente en una Serie de Televisión por su interpretación de Camila Vargas en Queen of the South en la 22.ª Gala anual de los Premios Impacto de la Coalición Nacional de Medios Hispanos.
En 2019 asumió el papel recurrente de Clara en ocho episodios de la serie de televisión de suspenso neo-noir de Steven Conrad Perpetual Grace, LTD junto a Ben Kingsley y Luis Guzmán. En 2020, interpretó a Marianne Sancar en la película Voyagers junto a Colin Farrell y Lily-Rose Depp. También comenzó a protagonizar la nueva versión de HBO de Perry Mason donde es el interés amoroso del investigador privado Perry Mason, interpretado por Matthew Rhys. Falcón también apareció en la película Jungle Cruise de Disney de 2021 con Dwayne Johnson y Emily Blunt.
En 2021 se unió al elenco de Ozark como Camila Elizondo, hermana del jefe del cartel Omar Navarro (interpretado por Felix Solis) durante 9 episodios de la temporada 4 junto a Jason Bateman y Laura Linney.

## Filmografía

### Películas
| Año  | Título                                                  | Rol                          |
| ---- | ------------------------------------------------------- | ---------------------------- |
| 1995 | El callejón de los milagros                             | Kika                         |
| 2007 | Hasta el viento tiene miedo                             | Victoria                     |
| 2008 | Los Fortuna (corto)                                     | Adela                        |
| 2009 | Not Forgotten                                           | Reina                        |
| 2010 | Invocación (Corto)                                      | María Ricarda Milagros       |
| 2010 | Dar y Recibir (Corto)                                   | Mesera                       |
| 2010 | Te presento a Laura                                     | Jefa Andrea                  |
| 2011 | Aquí entre nos (En. Entre tú y yo)                      | Elsa Vendedora Bienes Raíces |
| 2011 | Días de gracia                                          | La Madrina                   |
| 2011 | Salvando al soldado Pérez                               | Mujer árabe                  |
| 2012 | Canela                                                  | Aurora Garcia                |
| 2013 | El edificio                                             | Doña Brígida                 |
| 2013 | Mirar atrás (Corto)                                     | Matilde                      |
| 2013 | Besos de Azúcar (En. Sugar Kisses)                      | La Diabla (En. El Diablo)    |
| 2014 | Tiempos Felices (En. Happy Times)                       | Tía de Mónica                |
| 2014 | Eddie Reynolds y Los Ángeles de Acero                   | Recepcionista del hotel      |
| 2015 | Los herederos                                           | Fulgueira                    |
| 2015 | Un monstruo con mil cabezas                             | Lorena Morgan                |
| 2015 | Una última y nos vamos                                  | Casilda                      |
| 2016 | Encuentre un novio para mi esposa... ¡POR FAVOR!        | Mujer Descapotable           |
| 2021 | Labrador                                                | Marisol                      |
| 2021 | Voyagers                                                | Mariana Sancar               |
| 2021 | The Forever Purge                                       | Lidia                        |
| 2021 | Jungle Cruise                                           | Comerciante sam              |
| 2021 | El estornino                                            | Rosario alvarez              |
| 2022 | Aristóteles y Dante descubren los secretos del universo | Liliana Mendoza              |
| 2023 | A Million Miles Away                                    | Julia                        |

### Televisión
| Año         | Título                                     | Rol                                                  | notas                                           |
| ----------- | ------------------------------------------ | ---------------------------------------------------- | ----------------------------------------------- |
| 1995        | Salsaerobics (Serie de TV)                 | Propio - Anfitrión                                   | Anfitrión                                       |
| 1996        | Banda Max (Serie de TV)                    | Auto-entrenador de talentos                          |                                                 |
| 1996        | Ritmoson (En. Are Rhythm)                  | Propio - Anfitrión                                   | Anfitrión                                       |
| 2002        | Operación Triunfo                          | Auto-Profesor de Danza, Movimiento y Coreografía     |                                                 |
| 2003        | Clap!... El lugar de tus sueños            | Auto-Profesor de Danza                               | 1 episodio                                      |
| 2005        | Desde Gayola                               | Dra. Rebeca Goldsmith / Varios Personajes / Sexologa | 6 episodios                                     |
| 2007        | Palabra de mujer                           | Samantha                                             | Serie 1 - Episodio 39                           |
| 2007        | El Pantera                                 | Mujer de Migración                                   | 1 episodio - Confianza rota                     |
| 2007        | 13 miedos                                  | Mamá nico                                            | 1 episodio - Ojo por ojo                        |
| 2008 - 2010 | Qué show con Alejandra Bogue (serie de TV) | Actor de bocetos                                     |                                                 |
| 2008        | Vecinos                                    | Maestra del Pato / Hermana                           | 2 episodios                                     |
| 2008        | Banged Up Abroad                           | Carmela                                              | Costa Rica/México - La historia de Scott y Lucy |
| 2009        | Hermanos y detectives                      | Estela                                               | 2 episodios                                     |
| 2009        | The Disorderly Maids of the Neighborhood   | Aurora                                               | 1 episodio                                      |
| 2009        | Central de abasto                          | Rosa Isela                                           | 1 episodio - Gran amor                          |
| 2010        | Los Minondo                                | La Abadesa                                           | 5 episodios                                     |
| 2008-2011   | La rosa de Guadalupe                       | Directora / Griselda / Alma / ...                    | 5 episodios                                     |
| 2011        | Sábado gigante                             | Jurado                                               | Temporada 12 - Episodio 1                       |
| 2012        | Capadocia                                  | Cayetana                                             | 13 episodios                                    |
| 2012        | Paramédicos                                | Débora                                               | 1 episodio - Héroes anónimos                    |
| 2012        | La familia P. Luche                        | Labiuda                                              | 1 episodio - El funeral de los merengues        |
| 2012        | Estado de gracia                           | Berta                                                | 1 episodio                                      |
| 2013-2014   | Sr. Ávila                                  | Madre Ismael                                         | 6 episodios                                     |
| 2015        | El Capitán Camacho                         | María Bárbara / María Bárbara                        | 26 episodios                                    |
| 2015        | El Señor de los Cielos                     | Mirta 'Mirtita' Saavedra                             | 7 episodios                                     |
| 2016        | American Latino TV                         | Auto-Invitado                                        | Temporada 15 - Episodio 1                       |
| 2016        | Zoo (serie de televisión)                  | Auto-Invitado                                        | episodio 28                                     |
| 2016        | Noches con Platanito                       | Uno mismo. Entrevista                                | 7 episodios                                     |
| 2017        | Room 104                                   | Rosa                                                 | Temporada 1 episodio 9 - Boris                  |
| 2017        | Celebrity Page                             | Uno mismo                                            | Serie 2 - Episodio 257                          |
| 2016-2018   | Queen of the South                         | Camila Vargas                                        | Papel principal - 39 episodios                  |
| 2019        | Perpetual Grace, LTD                       | Clara                                                | 8 episodios                                     |
| 2020        | Perry Mason                                | Lupe Gibbs                                           | Papel recurrente - 6 episodios                  |
| 2021        | Por qué matan las mujeres                  | Catalina Castillo                                    | Papel principal - 9 episodios                   |
| 2021        | The Falcon and the Winter Soldier          | Mamá Donya Madani                                    | Miniserie 2 episodios                           |
| 2021        | Ozark                                      | Camila Elizondro                                     | Temporada 4 - 6 episodios                       |